# Озера Чорногорії
Нижче наведено список озер Чорногорії 
- Білецьке озеро (Bilećko jezero) – лише частково в Чорногорії, більша частина озера в Боснії та Герцеговині.
- Біоградське озеро (Biogradsko jezero)
- Чорне озеро (Crno jezero) - льодовикове озеро поблизу Жабляка на Дурміторі .
- Озеро Грахово (Grahovsko jezero)
- Озеро Хрід (Hridsko jezero) - в Національному парку Проклетіє
- Озеро Капетан (Kapetanovo jezero) - льодовикове озеро, 20 км на схід від Нікшича .
- Озеро Крупац (Krupačko jezero) - штучне озеро поблизу Нікшича.
- Озеро Ліверовичі (Jezero Liverovići) - штучне озеро поблизу Нікшича.
- Озеро Маніто (Manito jezero) - льодовикове озеро, 20 км на схід від Нікшича, біля озера Капетан і менше з двох.
- Озеро Пешичі (Pešića jezero), на Біласиці
- Озеро Піва (Pivsko jezero) - найбільше штучне озеро в Чорногорії.
- Озеро Плав (Plavsko jezero) - льодовикове озеро поблизу Плава
- Озеро Рікавац (Rikavačko jezero), на горі Жійово (Кучи)
- Озеро Руйіште (Jezero Rujište) - в Бішево, Рожає.
- Скадарське озеро (Skadarsko jezero/Liqeni i Shkodres) - 2/3 в Чорногорії, решта в Албанії.
- Озеро Слано (Slano jezero) - штучне озеро поблизу Нікшича.
- Озеро Сушиця (Sušičko jezero), на горі Дурмітор
- Озеро Шас (Šasko jezero/Liqeni i Shasit)
- Озеро Шиш (Šiško jezero), на горі Біласиця
- Озеро Трновац (Trnovačko jezero)
- Озеро Візітор (Visitorsko jezero)
- Озеро Враг (Vražje jezero) - льодовикове озеро поблизу Жабляка.
- Озеро Змініца (Zminičko jezero) - льодовикове озеро поблизу Жабляка.
- Озеро Зогай (Zogajsko jezero/Liqeni i Zog ajve) - Крастове озеро біля Ульциня.

## Дивіться також
- Географія Чорногорії